# Honesty (Wilfred)
«Honesty» (en español «Honestidad») es el décimo episodio perteneciente a la segunda temporada de la serie de televisión cómica Wilfred. Fue estrenado el 23 de agosto de 2012 en Estados Unidos y el 20 de enero de 2013 en Latinoamérica ambos por FX. En el episodio Ryan y Wilfred tratan de ayudar a Jenna en su carrera como reportera.

## Cita del comienzo
"La honestidad y la transparencia te hacen vulnerable, sé honesto y transparente de igual manera"
Madre Teresa de Calcuta

## Argumento
Por la mañana, Jenna visita a Ryan y le muestra la noticia de que Kevin, el compañero de Ryan fue quien vendió los secretos de su empresa a la competencia generando la bancarrota de su empresa y el suicidio de su jefe. Ella le menciona que toda la prensa tiene como objetivo entrevistar a su abogado, el cual resulta ser el padre de Ryan, y le pide como un favor que él pueda conseguirle la entrevista con su padre, pues eso le ayudaría a su carrera debido a que desde el incidente en el noticiero es objetivo de burlas, Ryan sintiendo culpa promete hablar con su padre. Wilfred le recomienda que diga la verdad. Ryan logra ver que Wilfred tiene la cara arañada, él dice que fue asaltado por tres Dóberman e incluso deduce que también atacaron a gatos, pues en el vecindario había varios carteles de personas buscando a sus gatos. En el sótano, Ryan logra escuchar el maullido de un gato, al no poder ocultarlo más, Wilfred confiesa que tiene secuestrado ahí varios gatos y planea matarlos en venganza de que un gato fue quien le arañó la cara. Ryan se da cuenta de que podría ser buena historia para Jenna. Al día siguiente después de reportar tal incidente, Jenna le pregunta a Ryan si pudo conseguir la entrevista con su padre, él contesta que no. Más tarde, mientras Ryan toma a todos los gatos en una caja para así poder liberarlos le llega una llamada de Jenna quien dice haber recibido un correo electrónico de un "psicópata", el cual advierte que grabará un vídeo donde masacra a los gatos, a pesar de sentirse mal por ese hecho, dice que será una gran historia y agradece a Ryan por haberle sugerido cubrir tal historia. No teniendo otra opción, Ryan opta por grabar un vídeo tal y como el psicópata lo prometió, con la ayuda de Wilfred como el director y Oso como el camarógrafo logran grabar el vídeo, a pesar de tener problemas durante el rodaje. Más tarde, Ryan comienza a editar el vídeo, pues al momento de la "masacre" utilizó gatos de peluche. Al día siguiente, Jenna llega enojada y le muestra el vídeo mandado por el psicópata, el cual resulta ser un vídeo donde se resumen la información acerca de los arañazos en la cara de perros por parte de los gatos, Jenna se marcha enojada. Al ver que Jenna dejará todo su empleo para dedicarse a otra cosa. Wilfred le recomienda que sea honesto y le diga la verdad, a pesar de saber que ella se enojará, Ryan sale y le dice la verdad. Le confiesa que el día que ella comenzó a tener alucinaciones en directo, había comido un caramelo de marihuana en su casa y más tarde cambió la orina de ella por la de Kristen, por eso pensó que estaba embarazada, Ella enojada se marcha de ahí. Ryan logra ver un reportaje de Jenna en donde muestra los peligros de los dulces de marihuana, los cuales pueden ser confundido por dulces. Al saber que ya no tenía un uso para los gatos secuestrados, Ryan decide meterlos en una caja para liberarlos en un callejón, Wilfred le confiesa que le encantan los gatos. Cuando Ryan encuentra a Jenna trata de arreglar su situación, sin embargo, ella le pide disculpas porque desde que ella llegó y le pidió cuidar a Wilfred le ha hecho muchos favores y ella sólo lo recompensa sonriéndole. Ambos se abrazan.

## Recepción

### Recepción crítica
Max Nicholson de IGN dio al episodio un ocho sobre diez, comentando: "A pesar de estas revelaciones leves, este episodio sin duda se sentía como una especie de vuelta a lo básico de la historia, que, después de todo lo que ha pasado esta temporada, fue algo reconfortante ver. Ryan y Wilfred tuvieron algunos buenos momentos juntos, y Ryan, Jenna tenían algunos grandes. A pesar de que la historia se sentía muy segura en a la larga, todavía fue bastante fuertemente escrito. Por ahora, al parecer, el trío principal ha sido relativamente enderezado. Lo que sigue siendo, por supuesto,  encuentro cada vez más inexorable de Ryan con su padre."
Tim Surette de TV.com comentó: "En "honesty" Ryan tuvo una MANERA demasiado sencilla. Y vino a costa de debilitar a un personaje-Jenna-incluso más de lo que ya era. Jenna siempre ha necesitado más agarre para ir más allá de ser sólo objeto de enamoramiento de Ryan, pero sólo la vemos a través de los ojos de Ryan como la chica perfecta de al lado. Es por eso que su apedreado locura en directo y la transición hacia senos blandos era tan grande. Pero cuando fue confrontado con la verdad sobre cómo se arruinó su gran oportunidad en su carrera de ensueño (indirectamente, ella fue la que tomó el caramelo de marihuana) por Ryan y las acciones posteriores de Ryan que empeorar las cosas (donde intercambia la orina de su hermana embarazada Kristen que llevó a Jenna y el compromiso con Drew, y chantajear al jefe de Jenna), Jenna se lo dio a Ryan por un momento antes de tomar el aliento y el respaldo de ese mismo día y convierte su rabia en una disculpa a Ryan. ¿QUÉ?"
Rowan Kaiser de The A.V Club dio al episodio una "B" diciendo:  "Wilfred se está moviendo en una dirección interesante con su segunda temporada avanza: Es más sincero. Los últimos episodios cada uno ha terminado con Ryan haciendo intentos legítimos de mejorar su vida y sus relaciones con las personas a su alrededor, y por lo general, esos momentos se juegan directamente. [...] El sentimentalismo en el final del episodio restringe el resto de "Honesty", una media hora de duración que tiene sus momentos, pero no es coherente, así como otros de esta temporada."

### Audiencia
El episodio fue visto por 0.86 millones de televidentes en su estreno original por FX en Estados Unidos.